# Deuxième district congressionnel du Nebraska
Le 2e district du congressionnel du Nebraska est un district de l'État américain du Nebraska qui englobe le cœur de la région métropolitaine d'Omaha-Council Bluffs. Il comprend tout le comté de Douglas, qui comprend la plus grande ville de l'État, Omaha ; il comprend également le comté de Saunders et les zones de l'ouest du comté de Sarpy. Il est représenté à la Chambre des Représentants des États-Unis depuis 2017 par Don Bacon, membre du parti républicain. C'était l'un des 18 districts qui auraient voté pour Joe Biden lors de l'élection présidentielle de 2020 s'ils avaient existé dans leur configuration actuelle tout en ayant été remportés ou détenus par un Républicain en 2022. 
Avec un indice CPVI de EVEN, c'est le district le moins républicain du Nebraska, un État avec une délégation entièrement républicaine au Congrès. C'est également l'une des sept circonscriptions du pays avec un CPVI égal à EVEN, ce qui signifie que la circonscription vote de manière presque identique à l'électorat national.

## Histoire
Alors que le reste de l'électorat de l'État a tendance à être solidement républicain, le 2e district est beaucoup plus étroitement divisé entre les partis républicain et démocrate. Dans les années 2010, le district est devenu connu comme un swing district ; c'était l'un des deux districts avec une marge inférieure à 5 % lors de toutes les élections organisées après le recensement de 2010. Depuis 2000, il soutient le vainqueur électoral de l’élection présidentielle, à l’exception de 2012.
Depuis 1992, le Nebraska est l'un des deux seuls États des États-Unis à répartir ses votes électoraux pour le président à la fois par circonscription du Congrès et par vote populaire à l'échelle de l'État (l'autre étant le Maine). Lors de l'élection présidentielle américaine de 2008, le candidat démocrate à la présidentielle Barack Obama a ciblé le district dans le but de briser une éventuelle égalité électorale. Il a remporté le vote électoral du district avec une marge de 3 325 voix sur le Républicain John McCain, qui a remporté les quatre autres votes électoraux de l'État. La victoire d'Obama dans le 2e district signifiait que la délégation électorale du Nebraska était divisée pour la première fois et qu'il s'agissait du premier vote électoral du Nebraska pour un Démocrate depuis 1964. Cependant, il n'a pas réussi à remporter le district en 2012 contre Mitt Romney. En 2014, le Représentant républicain de longue date Lee Terry a été évincé par son challenger démocrate Brad Ashford, l'un des deux seuls républicains sortants à perdre leur siège.
En 2016, le Républicain Donald Trump n'a remporté qu'une majorité dans le 2e district contre la Démocrate Hillary Clinton ; il n'a gagné que 2 % sur Clinton, soit une forte réduction de l'avantage de sept points de Romney sur Obama. En 2020, Trump a notamment ciblé le district d’une manière similaire à Obama, alors que le Démocrate Joe Biden avait obtenu un avantage dans le district. La campagne de Trump dans le district a suscité des critiques après que les participants au rassemblement se sont retrouvés bloqués dans des températures glaciales en raison de problèmes de transport. Biden a finalement gagné dans le district sur Trump par six points, égalant presque la marge de Romney sur Obama. Precious McKesson a voté, faisant d'elle la première femme de couleur de l'État à voter au collège électoral.

### Démographie
Selon les outils de profil des électeurs de l'APM Research Lab (présentant l'enquête sur la communauté américaine de 2019 du Bureau du Recensement des États-Unis), le district comptait environ 473 000 électeurs potentiels (citoyens âgés de 18 ans et plus). Parmi eux, 80 % sont blancs, 9 % noirs et 6 % latinos. Les immigrants représentent 5 % des électeurs potentiels du district. Le revenu médian des ménages (avec un ou plusieurs électeurs potentiels) du district est d'environ 73 400 $, tandis que 8 % des ménages vivent en dessous du seuil de pauvreté. Quant au niveau d'éducation des électeurs potentiels de la circonscription, 40 % sont titulaires d'un baccalauréat ou d'un diplôme supérieur.

### Controverses de redécoupage
Lors du redécoupage en 2011, les législateurs de l'État ont retiré la ville de Bellevue – une zone à forte population minoritaire – et la base aérienne d'Offutt du district, et les ont déplacées vers la banlieue à forte composante républicaine d'Omaha, dans l'ouest du comté de Sarpy. Cette décision a été critiquée par les démocrates comme un gerrymandering destiné à diluer le vote urbain en raison de son soutien à Obama en 2008.
À la suite de son soutien à Joe Biden lors des élections de 2020, la Sénatrice d'État Lou Ann Linehan a proposé une nouvelle carte qui diluerait à nouveau le vote démocrate en divisant la ville d'Omaha en deux districts distincts et en ajoutant les comtés de Sarpy et de Saunders fortement républicains,. Le Sénateur d'État Justin Wayne a proposé une carte alternative qui restaurerait la carte à son mouvement d'avant 2011 en ajoutant Bellevue au district et en supprimant les zones à tendance républicaine. Le plan de redécoupage du Congrès de Linehan a été adopté par la commission 5 voix contre 4 lors d'un vote en fonction de la ligne du parti, mais a échoué lors d'un vote de clôture à la suite d'une obstruction systématique ; les deux cartes ont reçu des critiques bipartites pour la division des comtés de Douglas et/ou de Sarpy. La législature a finalement adopté une carte qui maintenait le comté de Douglas intact, tout en conservant les parties rurales de l'ouest du comté de Sarpy et en ajoutant le comté rural de Saunders. Les cartes qui en résultent ont de nouveau été critiquées comme étant des gerrymandering, et les cartes de Linehan et les cartes finales ont de nouveau été qualifiées de diluant les électeurs urbains.

## Historique de vote
| Année | Poste      | Résultats              |
| ----- | ---------- | ---------------------- |
| 1992  | Président  | Bush 48,0 % – 32,0 %   |
| 1996  | Président  | Dole 53,0 % – 38,0 %   |
| 2000  | Président  | Bush 57,0 % – 39,0 %   |
| 2004  | Président  | Bush 60,0 % – 38,0 %   |
| 2008  | Président  | Obama 50,0 % – 49,0 %  |
| 2012  | Président  | Romney 53,0 % – 46,0 % |
| 2016  | Président  | Trump 48,0 % – 46,0 %  |
| 2020  | Président  | Biden 52,0 % – 46,0 %  |
| 2022  | Gouverneur | Pillen 48,2 % – 48,1 % |

## Liste des Représentants du district
| Membre                         | Parti       | Années                           | Congrès     | Histoire électorale | Zone géographique                                                                                           |
| ------------------------------ | ----------- | -------------------------------- | ----------- | --- | --- |
| District établi le 4 mars 1883 |             |                                  |             | | |
| James Laird (en)               | Républicain | 4 mars 1883 - 17 août 1889       | 48e - 50e   | Élu en 1882. Réélu en 1884. Réélu en 1886. Décès.                                                                                         | 1883–1893: Cass, Douglas, Gage, Johnson, Lancaster, Otoe, Pawnee, Richardson, Sarpy, Saunders et Washington |
| Gilbert L. Laws (en)           | Républicain | 2 décembre 1889 - 3 mars 1891    | 51e         | Élu pour terminer pour le mandat de Laird. Retrait.                                                                                       | 1883–1893: Cass, Douglas, Gage, Johnson, Lancaster, Otoe, Pawnee, Richardson, Sarpy, Saunders et Washington |
| William A. McKeighan (en)      | Populiste   | 4 mars 1891 - 3 mars 1893        | 52e         | Élu en 1890. Redécoupage vers le 5e district.                                                                                             | 1883–1893: Cass, Douglas, Gage, Johnson, Lancaster, Otoe, Pawnee, Richardson, Sarpy, Saunders et Washington |
| David Henry Mercer (en)        | Républicain | 4 mars 1893 - 3 mars 1903        | 53e - 57e   | Élu en 1892. Réélu en 1894. Réélu en 1896. Réélu en 1898. Réélu en 1900. Perd sa réélection.                                              | 1893–1943: Douglas, Sarpy et Washington                                                                     |
| Gilbert M. Hitchcock (en)      | Démocrate   | 4 mars 1903 - 3 mars 1905        | 58e         | Élu en 1902. Perd sa réélection. | 1893–1943: Douglas, Sarpy et Washington                                                                     |
| John L. Kennedy (en)           | Républicain | 4 mars 1905 - 3 mars 1907        | 59e         | Élu en 1904. Perd sa réélection. | 1893–1943: Douglas, Sarpy et Washington                                                                     |
| Gilbert M. Hitchcock (en)      | Démocrate   | 4 mars 1907 - 3 mars 1911        | 60e , 61e   | Élu en 1906. Réélu en 1908. Retrait pour se représenter comme Sénateur des États-Unis.                                                    | 1893–1943: Douglas, Sarpy et Washington                                                                     |
| Charles O. Lobeck (en)         | Démocrate   | 4 mars 1911 - 3 mars 1919        | 62e - 65e   | Élu en 1910. Réélu en 1912. Réélu en 1914. Réélu en 1916. Perd sa réélection.                                                             | 1893–1943: Douglas, Sarpy et Washington                                                                     |
| Albert W. Jefferis (en)        | Républicain | 4 mars 1919 - 3 mars 1923        | 66e , 67e   | Élu en 1918. Réélu en 1920. Retrait pour se présenter comme Sénateur des États-Unis.                                                      | 1893–1943: Douglas, Sarpy et Washington                                                                     |
| Willis G. Sears (en)           | Républicain | 4 mars 1923 - 3 mars 1931        | 68e - 71e   | Élu en 1922. Réélu en 1924. Réélu en 1926. Réélu en 1928. Perd sa réélection.                                                             | 1893–1943: Douglas, Sarpy et Washington                                                                     |
| H. Malcolm Baldrige            | Républicain | 4 mars 1931 - 3 mars 1933        | 72e         | Élu en 1930. Perd sa réélection. | 1893–1943: Douglas, Sarpy et Washington                                                                     |
| Edward R. Burke (en)           | Démocrate   | 4 mars 1933 - 3 janvier 1935     | 73e         | Élu en 1932. Retrait pour se présenter comme Sénateur des États-Unis.                                                                     | 1893–1943: Douglas, Sarpy et Washington                                                                     |
| Charles F. McLaughlin (en)     | Démocrate   | 3 janvier 1935 - 3 janvier 1943  | 74e - 77e   | Élu en 1934. Réélu en 1936. Réélu en 1938. Réélu en 1940. Perd sa réélection.                                                             | 1893–1943: Douglas, Sarpy et Washington                                                                     |
| Howard Buffett                 | Républicain | 3 janvier 1943 - 3 janvier 1949  | 78e - 80e   | Élu en 1942. Réélu en 1944. Réélu en 1946. Perd sa réélection.                                                                            | 1943-1963: Cass, Douglas, Otoe, Sarpy et Washington                                                         |
| Eugene D. O'Sullivan (en)      | Démocrate   | 3 janvier 1949 - 3 janvier 1951  | 81e         | Élu en 1948. Perd sa réélection. | 1943-1963: Cass, Douglas, Otoe, Sarpy et Washington                                                         |
| Howard Buffett                 | Républicain | 3 janvier 1951 - 3 janvier 1953  | 82e         | Élu en 1950. Retrait. | 1943-1963: Cass, Douglas, Otoe, Sarpy et Washington                                                         |
| Roman Hruska (en)              | Républicain | 3 janvier 1953 - 8 novembre 1954 | 83e         | Élu en 1952. Démissionne lorsqu'élu Sénateur des États-Unis.                                                                              | 1943-1963: Cass, Douglas, Otoe, Sarpy et Washington                                                         |
| Jackson B. Chase (en)          | Républicain | 3 janvier 1955 - 3 janvier 1957  | 84e         | Élu en 1954. Retrait. | 1943-1963: Cass, Douglas, Otoe, Sarpy et Washington                                                         |
| Glenn Cunningham (en)          | Républicain | 3 janvier 1957 - 3 janvier 1971  | 85e - 91e   | Élu en 1956. Réélu en 1958. Réélu en 1960. Réélu en 1962. Réélu en 1964. Réélu en 1966. Réélu en 1968. Perd sa renomination.              | 1943-1963: Cass, Douglas, Otoe, Sarpy et Washington                                                         |
| Glenn Cunningham (en)          | Républicain | 3 janvier 1957 - 3 janvier 1971  | 85e - 91e   | Élu en 1956. Réélu en 1958. Réélu en 1960. Réélu en 1962. Réélu en 1964. Réélu en 1966. Réélu en 1968. Perd sa renomination.              | 1963-1969: Cass, Douglas, Sarpy et Washington                                                               |
| Glenn Cunningham (en)          | Républicain | 3 janvier 1957 - 3 janvier 1971  | 85e - 91e   | Élu en 1956. Réélu en 1958. Réélu en 1960. Réélu en 1962. Réélu en 1964. Réélu en 1966. Réélu en 1968. Perd sa renomination.              | 1969-1983: Burt, Cass, Douglas, Sarpy et Washington                                                         |
| John Y. McCollister (en)       | Républicain | 3 janvier 1971 - 3 janvier 1977  | 92e - 94e   | Élu en 1970. Réélu en 1972. Réélu en 1974. Retrait pour se présenter comme Sénateur des États-Unis.                                       | |
| John J. Cavanaugh (en)         | Démocrate   | 3 janvier 1977 - 3 janvier 1981  | 95e , 96e   | Élu en 1976. Réélu en 1978. Retrait. | |
| Hal Daub (en)                  | Républicain | 3 janvier 1981 - 3 janvier 1989  | 97e - 100e  | Élu en 1980. Réélu en 1982. Réélu en 1984. Réélu en 1986. Retrait pour se présenter comme Sénateur des États-Unis.                        | |
| Hal Daub (en)                  | Républicain | 3 janvier 1981 - 3 janvier 1989  | 97e - 100e  | Élu en 1980. Réélu en 1982. Réélu en 1984. Réélu en 1986. Retrait pour se présenter comme Sénateur des États-Unis.                        | 1983-1993: Burt, Cass, Douglas, Sarpy et Washington                                                         |
| Peter Hoagland (en)            | Démocrate   | 3 janvier 1989 - 3 janvier 1995  | 101e - 103e | Élu en 1988. Réélu en 1990. Réélu en 1992. Perd sa réélection.                                                                            | |
| Peter Hoagland (en)            | Démocrate   | 3 janvier 1989 - 3 janvier 1995  | 101e - 103e | Élu en 1988. Réélu en 1990. Réélu en 1992. Perd sa réélection.                                                                            | 1993-2003: Parties de Cass, Douglas, Sarpy                                                                  |
| Jon L. Christensen (en)        | Républicain | 3 janvier 1995 - 3 janvier 1999  | 104e , 105e | Élu en 1994. Réélu en 1996. Retrait pour se présenter comme Gouverneur.                                                                   | |
| Lee Terry (en)                 | Républicain | 3 janvier 1999 - 3 janvier 2015  | 106e - 113e | Élu en 1998. Réélu en 2000. Réélu en 2002. Réélu en 2004. Réélu en 2006. Réélu en 2008. Réélu en 2010. Réélu en 2012. Perd sa réélection. | |
| Lee Terry (en)                 | Républicain | 3 janvier 1999 - 3 janvier 2015  | 106e - 113e | Élu en 1998. Réélu en 2000. Réélu en 2002. Réélu en 2004. Réélu en 2006. Réélu en 2008. Réélu en 2010. Réélu en 2012. Perd sa réélection. | 2003–2013: Douglas et des parties Sarpy                                                                     |
| Lee Terry (en)                 | Républicain | 3 janvier 1999 - 3 janvier 2015  | 106e - 113e | Élu en 1998. Réélu en 2000. Réélu en 2002. Réélu en 2004. Réélu en 2006. Réélu en 2008. Réélu en 2010. Réélu en 2012. Perd sa réélection. | 2013–2023: Douglas et des parties de Sarpy                                                                  |
| Brad Ashford                   | Démocrate   | 3 janvier 2015 - 3 janvier 2017  | 114e        | Élu en 2014. Perd sa réélection. | |
| Don Bacon                      | Républicain | 3 janvier 2017 - en cours        | 115e - 119e | Élu en 2016. Réélu en 2018. Réélu en 2020. Réélu en 2022. Réélu en 2024.                                                                  | |
| Don Bacon                      | Républicain | 3 janvier 2017 - en cours        | 115e - 119e | Élu en 2016. Réélu en 2018. Réélu en 2020. Réélu en 2022. Réélu en 2024.                                                                  | 2023–en cours: Douglas, des parties Sarpy et Saunders                                                       |

## Résultats des récentes élections
Voici les résultats des dix précédents cycles électoraux dans le district.

### 2004
| Élection de 2004 du 2e district congressionnel du Nebraska | Élection de 2004 du 2e district congressionnel du Nebraska | Élection de 2004 du 2e district congressionnel du Nebraska | Élection de 2004 du 2e district congressionnel du Nebraska | Élection de 2004 du 2e district congressionnel du Nebraska |
| ---------------------------------------------------------- | ---------------------------------------------------------- | ---------------------------------------------------------- | ---------------------------------------------------------- | ---------------------------------------------------------- |
| Parti                                                      | Parti                                                      | Candidat                                                   | Votes                                                      | %                                                          |
|                                                            | Républicain                                                | Lee Terry (en) (sortant)                                   | 152 608                                                    | 61,1                                                       |
|                                                            | Démocrate                                                  | Nancy Thompson                                             | 90 292                                                     | 36,2                                                       |
|                                                            | Libertarien                                                | Jack Graziano                                              | 4 656                                                      | 1,9                                                        |
|                                                            | Vert                                                       | Dante Salvatierra                                          | 2 208                                                      | 0,9                                                        |
| Total des votes                                            | Total des votes                                            | Total des votes                                            | 249 764                                                    | 100 %                                                      |
|                                                            | Les Républicains conservent                                |                                                            |                                                            |                                                            |

### 2006
| Élection de 2006 du 2e district congressionnel du Nebraska | Élection de 2006 du 2e district congressionnel du Nebraska | Élection de 2006 du 2e district congressionnel du Nebraska | Élection de 2006 du 2e district congressionnel du Nebraska | Élection de 2006 du 2e district congressionnel du Nebraska |
| ---------------------------------------------------------- | ---------------------------------------------------------- | ---------------------------------------------------------- | ---------------------------------------------------------- | ---------------------------------------------------------- |
| Parti                                                      | Parti                                                      | Candidat                                                   | Votes                                                      | %                                                          |
|                                                            | Républicain                                                | Lee Terry (en) (sortant)                                   | 99 475                                                     | 54,7                                                       |
|                                                            | Démocrate                                                  | Jim Esch                                                   | 82 504                                                     | 45,3                                                       |
| Total des votes                                            | Total des votes                                            | Total des votes                                            | 181 979                                                    | 100 %                                                      |
|                                                            | Les Républicains conservent                                |                                                            |                                                            |                                                            |

### 2008
| Élection de 2008 du 2e district congressionnel du Nebraska | Élection de 2008 du 2e district congressionnel du Nebraska | Élection de 2008 du 2e district congressionnel du Nebraska | Élection de 2008 du 2e district congressionnel du Nebraska | Élection de 2008 du 2e district congressionnel du Nebraska |
| ---------------------------------------------------------- | ---------------------------------------------------------- | ---------------------------------------------------------- | ---------------------------------------------------------- | ---------------------------------------------------------- |
| Parti                                                      | Parti                                                      | Candidat                                                   | Votes                                                      | %                                                          |
|                                                            | Républicain                                                | Lee Terry (en) (sortant)                                   | 142 473                                                    | 51,9                                                       |
|                                                            | Démocrate                                                  | Jim Esch                                                   | 131 901                                                    | 48,1                                                       |
| Total des votes                                            | Total des votes                                            | Total des votes                                            | 274 374                                                    | 100 %                                                      |
|                                                            | Les Républicains conservent                                |                                                            |                                                            |                                                            |

### 2010
| Élection de 2010 du 2e district congressionnel du Nebraska | Élection de 2010 du 2e district congressionnel du Nebraska | Élection de 2010 du 2e district congressionnel du Nebraska | Élection de 2010 du 2e district congressionnel du Nebraska | Élection de 2010 du 2e district congressionnel du Nebraska |
| ---------------------------------------------------------- | ---------------------------------------------------------- | ---------------------------------------------------------- | ---------------------------------------------------------- | ---------------------------------------------------------- |
| Parti                                                      | Parti                                                      | Candidat                                                   | Votes                                                      | %                                                          |
|                                                            | Républicain                                                | Lee Terry (en) (sortant)                                   | 93 840                                                     | 60,8                                                       |
|                                                            | Démocrate                                                  | Tom White                                                  | 60 486                                                     | 39,2                                                       |
| Total des votes                                            | Total des votes                                            | Total des votes                                            | 154 326                                                    | 100 %                                                      |
|                                                            | Les Républicains conservent                                |                                                            |                                                            |                                                            |

### 2012
| Élection de 2012 du 2e district congressionnel du Nebraska | Élection de 2012 du 2e district congressionnel du Nebraska | Élection de 2012 du 2e district congressionnel du Nebraska | Élection de 2012 du 2e district congressionnel du Nebraska | Élection de 2012 du 2e district congressionnel du Nebraska |
| ---------------------------------------------------------- | ---------------------------------------------------------- | ---------------------------------------------------------- | ---------------------------------------------------------- | ---------------------------------------------------------- |
| Parti                                                      | Parti                                                      | Candidat                                                   | Votes                                                      | %                                                          |
|                                                            | Républicain                                                | Lee Terry (en) (sortant)                                   | 133 964                                                    | 50,8                                                       |
|                                                            | Démocrate                                                  | John Ewing                                                 | 129 767                                                    | 49,2                                                       |
| Total des votes                                            | Total des votes                                            | Total des votes                                            | 263 731                                                    | 100 %                                                      |
|                                                            | Les Républicains conservent                                |                                                            |                                                            |                                                            |

### 2014
| Élection de 2014 du 2e district congressionnel du Nebraska | Élection de 2014 du 2e district congressionnel du Nebraska | Élection de 2014 du 2e district congressionnel du Nebraska | Élection de 2014 du 2e district congressionnel du Nebraska | Élection de 2014 du 2e district congressionnel du Nebraska |
| ---------------------------------------------------------- | ---------------------------------------------------------- | ---------------------------------------------------------- | ---------------------------------------------------------- | ---------------------------------------------------------- |
| Parti                                                      | Parti                                                      | Candidat                                                   | Votes                                                      | %                                                          |
|                                                            | Démocrate                                                  | Brad Ashford                                               | 83 872                                                     | 49,0                                                       |
|                                                            | Républicain                                                | Lee Terry (en) (sortant)                                   | 78 157                                                     | 45,7                                                       |
|                                                            | Libertarien                                                | Steven Laird                                               | 9 021                                                      | 5,3                                                        |
| Total des votes                                            | Total des votes                                            | Total des votes                                            | 171 050                                                    | 100 %                                                      |
|                                                            | Les Démocrates prennent aux Républicains                   |                                                            |                                                            |                                                            |

### 2016
| Élection de 2016 du 2e district congressionnel du Nebraska | Élection de 2016 du 2e district congressionnel du Nebraska | Élection de 2016 du 2e district congressionnel du Nebraska | Élection de 2016 du 2e district congressionnel du Nebraska | Élection de 2016 du 2e district congressionnel du Nebraska |
| ---------------------------------------------------------- | ---------------------------------------------------------- | ---------------------------------------------------------- | ---------------------------------------------------------- | ---------------------------------------------------------- |
| Parti                                                      | Parti                                                      | Candidat                                                   | Votes                                                      | %                                                          |
|                                                            | Républicain                                                | Don Bacon                                                  | 141 066                                                    | 48,9                                                       |
|                                                            | Démocrate                                                  | Brad Ashford (sortant)                                     | 137 602                                                    | 47,7                                                       |
|                                                            | Libertarien                                                | Steven Laird                                               | 9 640                                                      | 3,3                                                        |
| Total des votes                                            | Total des votes                                            | Total des votes                                            | 288 308                                                    | 100 %                                                      |
|                                                            | Les Républicains prennent aux Démocrates                   |                                                            |                                                            |                                                            |

### 2018
| Élection de 2018 du 2e district congressionnel du Nebraska | Élection de 2018 du 2e district congressionnel du Nebraska | Élection de 2018 du 2e district congressionnel du Nebraska | Élection de 2018 du 2e district congressionnel du Nebraska | Élection de 2018 du 2e district congressionnel du Nebraska |
| ---------------------------------------------------------- | ---------------------------------------------------------- | ---------------------------------------------------------- | ---------------------------------------------------------- | ---------------------------------------------------------- |
| Parti                                                      | Parti                                                      | Candidat                                                   | Votes                                                      | %                                                          |
|                                                            | Républicain                                                | Don Bacon (sortant)                                        | 126 715                                                    | 51,0                                                       |
|                                                            | Démocrate                                                  | Kara Eastman                                               | 121 770                                                    | 49,0                                                       |
| Total des votes                                            | Total des votes                                            | Total des votes                                            | 248 485                                                    | 100 %                                                      |
|                                                            | Les Républicains conservent                                |                                                            |                                                            |                                                            |

### 2020
| Élection de 2020 du 2e district congressionnel du Nebraska | Élection de 2020 du 2e district congressionnel du Nebraska | Élection de 2020 du 2e district congressionnel du Nebraska | Élection de 2020 du 2e district congressionnel du Nebraska | Élection de 2020 du 2e district congressionnel du Nebraska |
| ---------------------------------------------------------- | ---------------------------------------------------------- | ---------------------------------------------------------- | ---------------------------------------------------------- | ---------------------------------------------------------- |
| Parti                                                      | Parti                                                      | Candidat                                                   | Votes                                                      | %                                                          |
|                                                            | Républicain                                                | Don Bacon (sortant)                                        | 171 071                                                    | 50,8                                                       |
|                                                            | Démocrate                                                  | Kara Eastman                                               | 155 706                                                    | 46,2                                                       |
|                                                            | Libertarien                                                | Tyler Schaeffer                                            | 10 185                                                     | 3,0                                                        |
| Total des votes                                            | Total des votes                                            | Total des votes                                            | 336 962                                                    | 100 %                                                      |
|                                                            | Les Républicains conservent                                |                                                            |                                                            |                                                            |

### 2022
| Primaire républicaine de 2022 du 2e district congressionnel du Nebraska | Primaire républicaine de 2022 du 2e district congressionnel du Nebraska | Primaire républicaine de 2022 du 2e district congressionnel du Nebraska | Primaire républicaine de 2022 du 2e district congressionnel du Nebraska | Primaire républicaine de 2022 du 2e district congressionnel du Nebraska |
| ----------------------------------------------------------------------- | ----------------------------------------------------------------------- | ----------------------------------------------------------------------- | ----------------------------------------------------------------------- | ----------------------------------------------------------------------- |
| Parti                                                                   | Parti                                                                   | Candidat                                                                | Votes                                                                   | %                                                                       |
|                                                                         | Républicain                                                             | Don Bacon (sortant)                                                     | 53 824                                                                  | 77,1                                                                    |
|                                                                         | Républicain                                                             | Steve Kuehl                                                             | 15 945                                                                  | 22,9                                                                    |

| Primaire démocrate de 2022 du 2e district congressionnel du Nebraska | Primaire démocrate de 2022 du 2e district congressionnel du Nebraska | Primaire démocrate de 2022 du 2e district congressionnel du Nebraska | Primaire démocrate de 2022 du 2e district congressionnel du Nebraska | Primaire démocrate de 2022 du 2e district congressionnel du Nebraska |
| -------------------------------------------------------------------- | -------------------------------------------------------------------- | -------------------------------------------------------------------- | -------------------------------------------------------------------- | -------------------------------------------------------------------- |
| Parti                                                                | Parti                                                                | Candidat                                                             | Votes                                                                | %                                                                    |
|                                                                      | Démocrate                                                            | Tony Vargas                                                          | 31 930                                                               | 68,6                                                                 |
|                                                                      | Démocrate                                                            | Alisha Shelton                                                       | 14 585                                                               | 31,3                                                                 |

| Élection de 2022 du 2e district congressionnel du Nebraska | Élection de 2022 du 2e district congressionnel du Nebraska | Élection de 2022 du 2e district congressionnel du Nebraska | Élection de 2022 du 2e district congressionnel du Nebraska | Élection de 2022 du 2e district congressionnel du Nebraska |
| ---------------------------------------------------------- | ---------------------------------------------------------- | ---------------------------------------------------------- | ---------------------------------------------------------- | ---------------------------------------------------------- |
| Parti                                                      | Parti                                                      | Candidat                                                   | Votes                                                      | %                                                          |
|                                                            | Républicain                                                | Don Bacon (sortant)                                        | 112 663                                                    | 51,3                                                       |
|                                                            | Démocrate                                                  | Tony Vargas                                                | 106 807                                                    | 48,7                                                       |
| Total des votes                                            | Total des votes                                            | Total des votes                                            | 219 470                                                    | 100 %                                                      |
|                                                            | Les Républicains conservent                                |                                                            |                                                            |                                                            |

### 2024
| Primaire républicaine de 2024 du 2e district congressionnel du Nebraska | Primaire républicaine de 2024 du 2e district congressionnel du Nebraska | Primaire républicaine de 2024 du 2e district congressionnel du Nebraska | Primaire républicaine de 2024 du 2e district congressionnel du Nebraska | Primaire républicaine de 2024 du 2e district congressionnel du Nebraska |
| ----------------------------------------------------------------------- | ----------------------------------------------------------------------- | ----------------------------------------------------------------------- | ----------------------------------------------------------------------- | ----------------------------------------------------------------------- |
| Parti                                                                   | Parti                                                                   | Candidat                                                                | Votes                                                                   | %                                                                       |
|                                                                         | Républicain                                                             | Don Bacon (sortant)                                                     | 35 748                                                                  | 61,9                                                                    |
|                                                                         | Républicain                                                             | Steve Kuehl                                                             | 21 946                                                                  | 38,0                                                                    |

| Primaire démocrate de 2024 du 2e district congressionnel du Nebraska | Primaire démocrate de 2024 du 2e district congressionnel du Nebraska | Primaire démocrate de 2024 du 2e district congressionnel du Nebraska | Primaire démocrate de 2024 du 2e district congressionnel du Nebraska | Primaire démocrate de 2024 du 2e district congressionnel du Nebraska |
| -------------------------------------------------------------------- | -------------------------------------------------------------------- | -------------------------------------------------------------------- | -------------------------------------------------------------------- | -------------------------------------------------------------------- |
| Parti                                                                | Parti                                                                | Candidat                                                             | Votes                                                                | %                                                                    |
|                                                                      | Démocrate                                                            | Tony Vargas                                                          | 39 036                                                               | 100 %                                                                |

| Élection de 2024 du 2e district congressionnel du Nebraska | Élection de 2024 du 2e district congressionnel du Nebraska | Élection de 2024 du 2e district congressionnel du Nebraska | Élection de 2024 du 2e district congressionnel du Nebraska | Élection de 2024 du 2e district congressionnel du Nebraska |
| ---------------------------------------------------------- | ---------------------------------------------------------- | ---------------------------------------------------------- | ---------------------------------------------------------- | ---------------------------------------------------------- |
| Parti                                                      | Parti                                                      | Candidat                                                   | Votes                                                      | %                                                          |
|                                                            | Républicain                                                | Don Bacon (sortant)                                        | 160 198                                                    | 50,93                                                      |
|                                                            | Démocrate                                                  | Tony Vargas                                                | 154 369                                                    | 49,07                                                      |
| Total des votes                                            | Total des votes                                            | Total des votes                                            | 314 567                                                    | 100 %                                                      |
|                                                            | Les Républicains conservent                                |                                                            |                                                            |                                                            |